# Piaseczno (Banie)
Piaseczno (deutsch Neuendorf) ist ein Dorf in der polnischen Woiwodschaft Westpommern. Es gehört zur Gmina Banie (Landgemeinde Bahn) im Powiat Gryfiński (Greifenhagener Kreis).

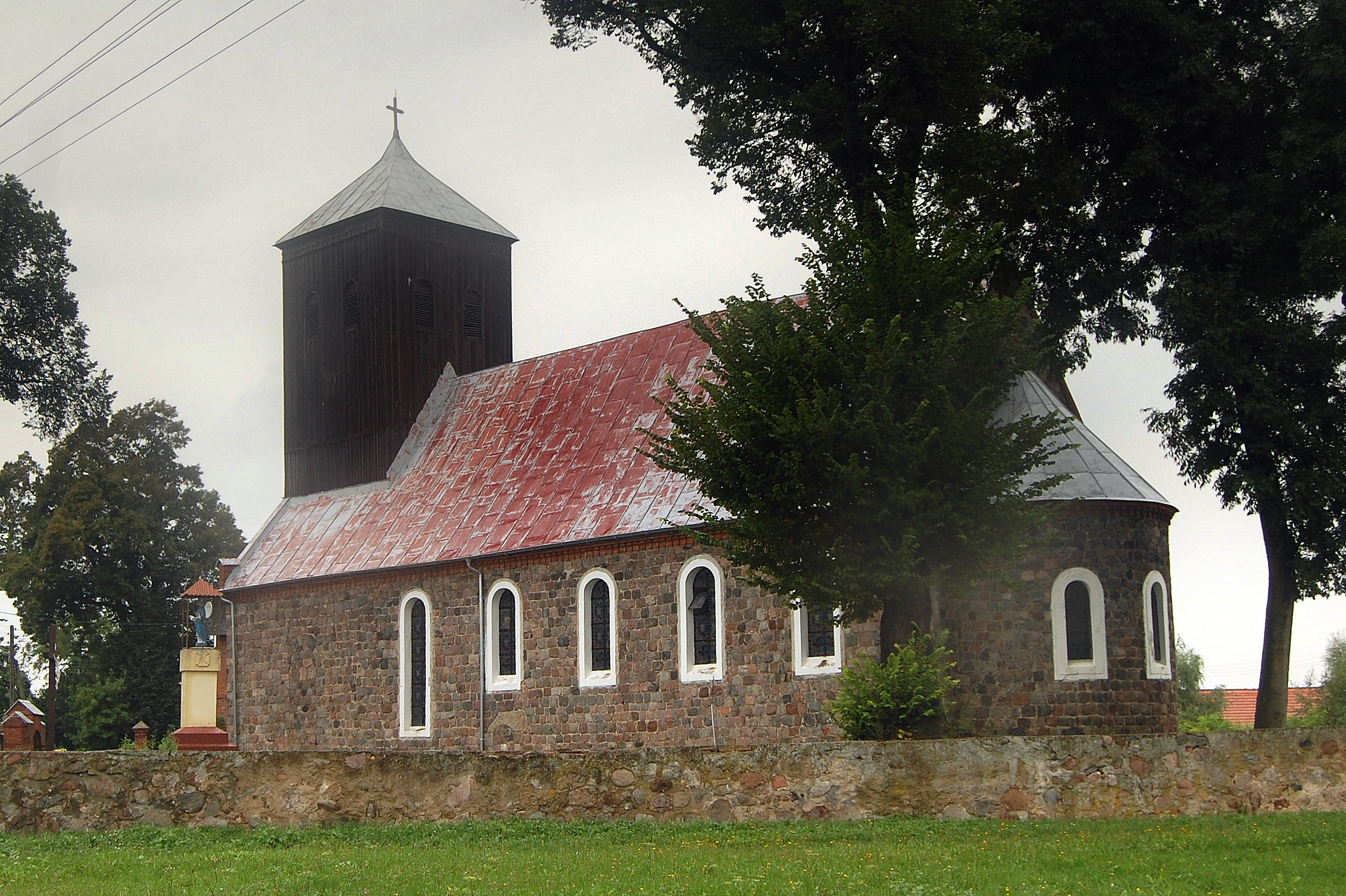
Dorfkirche, bis 1945 Gotteshaus der evangelischen Gemeinde Neuendorf (Aufnahme von 2010)

## Geographische Lage
Das Dorf liegt in Hinterpommern, etwa 40 km südlich von Stettin, etwa sechs Kilometer südsüdöstlich von Banie (Bahn) und etwa 20 km östlich der Oder. 

## Geschichte
Das Dorf wurde erstmals im Jahre 1281 urkundlich erwähnt. Im 19. Jahrhundert gehörten Dorf und Vorwerk Neuenburg zur Herrschaft Wildenbruch im Rentamtsbezirk Schwedt; das Vorwerk Neuendorf wurde 1811 für 1200 Taler an den Oberamtmann Lüttig, später Bauer, vererbpachtet.
Bis 1945 bildete Neuendorf eine Landgemeinde im Kreis Greifenhagen im Regierungsbezirk Stettin  der preußischen Provinz Pommern des Deutschen Reichs und war dem Amtsbezirk Wildenbruch zugeordnet.
. 
Die Gemeinde zählte im Jahre 1925 636 Einwohner, im Jahre 1933 678 Einwohner und im Jahre 1939 718 Einwohner. Zu der Gemeinde gehörten neben Neuendorf selbst die Wohnplätze Chausseehaus Neuendorf, Forsthaus Chausseehaus, Forsthaus Neuendorf, Grabenhaus, Gut Neuendorf, Neuendorfer Wassermühle und Windmühle.
Gegen Ende des Zweiten Weltkriegs wurde die Region von der Roten Armee besetzt. Nach Kriegsende wurde Neuendorf zusammen mit Hinterpommern – ausgenommen militärische Sperrgebiete – seitens der sowjetischen Besatzungsmacht der Volksrepublik Polen zur Verwaltung unterstellt. Danach begann die Zuwanderung von Polen. Die Ortschaft wurde in  „Piaseczno“ umbenannt. In der Folgezeit wurde die einheimische Bevölkerung von der polnischen Administration aus der Region vertrieben.

## Sehenswürdigkeiten
- Dorfkirche, spätromanischer Granitquaderbau, ursprünglich aus dem 13. Jahrhundert, 1851 gründlich umgebaut.

## Verkehr
Durch den Ort verläuft in Nord-Süd-Richtung die Woiwodschaftsstraße 121, deren Verlauf hier der ehemaligen Reichsstraße 158 entspricht. 

## Persönlichkeiten: Mit dem Ort verbunden
- Ernst Christoph Bindemann (1766–1845), deutscher Lyriker und Übersetzer, war Pfarrer in Neuendorf